# Fase a orologio
Nella terminologia sportiva italiana, l'espressione fase a orologio indica la fase di una competizione che prende il via al termine della stagione regolare, e che precede i play-off ed i play-out.
La fase ad orologio consiste nel far disputare un numero ridotto di gare, da definire a seconda delle esigenze, a tutte le squadre che hanno partecipato alla stagione regolare; ciascuna squadra sfida le squadre che la precedono e che la seguono immediatamente in classifica. Questa fase è caratterizzata dal riporto di tutti i punti ottenuti nella fase regolare.
In Italia è adottata in larga misura nella pallacanestro; venne introdotta nella massima serie per la prima volta nella stagione 1980-1981. È utilizzata anche nella pallamano e nel football americano.